# Смурфики
Смурфики / смурфы (англ. The Smurfs), штрумфы / штрумпфы (фр. Les Schtroumpfs) — существа, придуманные и нарисованные бельгийским художником Пьером Кюллифором (псевдоним Пейо). Впервые появились в журнале комиксов «Le Journal de Spirou» 23 октября 1958 года, в 1980-х начал выпускаться анимационный сериал «The Smurfs», именно тогда в англоязычном мире произошёл всплеск их популярности. В 1990-е годы фирма Nintendo выпустила консольные игры на картриджах Game Boy и приставки Super Nintendo с ними.

## Идея создания Смурфиков
Пьер Кюллифор ехал по лесу, когда его автомобиль сломался. Не имея возможности починить машину, он ждал кого-нибудь, кто мог бы ему помочь. После получасового ожидания художник пошёл на прогулку по лесу, где увидел большие грибы. Когда Пьер смотрел на них, у него появилась идея о гномах, живущих в грибах. Позже, изображая этих существ, Пьер перепутал коричневый цвет с голубым, и нарисовал голубого гнома, ставшего впоследствии смурфом.

## Сюжет
Смурфики живут в собственной деревне в лесу средневековой Европы, приблизительно на побережье западной Ирландии (ландшафт в сериале и комиксах наиболее похожий на тень на полуострове Айверах). Поскольку из 6 смурфов можно создать золото, то их пытаются поймать неприятели, особенно усердным был Гаргамель. Смурфики решают проблемы в своей деревне, а также помогают другим, в том числе неприятелям.

## Описание Смурфов
Смурфики очень похожи друг на друга: голубой цвет кожи, рост около 20 — 30 см (в три яблока ростом), а срок жизни более сотни лет, например Папе Смурфу больше 546 лет. Смурфики носят одежду белого цвета, белые штаны и белую шапку, только Папа Смурф носит красную одежду. В комиксах, новом фильме и на разных изображениях Смурфы носят и другие типы одежды. В мультсериале Смурфики имеют внешние различия.

### Одежда
Обычная одежда Смурфика — это белые штаны и белая шапка или белая ночная рубашка. Но есть и несколько иначе одетых Смурфиков: Смурфетта носит белое платье и туфли, Папа Смурф типичную смурфную одежду, но в красном цвете и Смурфлята каждый сам для себя шили одежду, которую хотели, Дедушка Смурф носит жёлтую одежду, а Благоразумник — очки. В сериале Портной (Смурф, шьющий одежду) часто отказывается шить необычную (белые трусы и шляпа) одежду по разным желаниям Смурфиков, а если кто-нибудь хочет иную одежду, он должен сшить её сам. Но в комиксах Портной исполняет желания по разным типам, цветам и узорам на одежде.

## Игры
- Smurf: Rescue in Gargamel’s Castle (1982)
- Smurf Play & Learn (1982)
- The Smurfs Save The Day (1983)
- Smurf Paint 'n' Play Workshop (1983)
- A Smurfin' Summer Holiday (1987)
- Smurfette’s Birthday (разрабатывалась для Atari 2600 and Intellivision, но так и не была выпущена.)
- The Smurfs (Infogrames) (1994)
- The Smurfs 2: Travel the World (1996)
- The Smurfs 3 (1997)
- The Smurfs' Nightmare (1998)
- The Smurfs (PlayStation) (1999)
- The Adventures of the Smurfs (2000)
- Smurf Racer! (2001)
- The Revenge of the Smurfs (2002)
- The Smurfs' Village (2010)
- The Smurfs Dance Party (2011)
- The Smurfs DS (2011)
- The Smurfs Grabber (2011)
- The Smurfs & Co (2011)
- The Smurfs & Co: Spellbound (2013)[2]
- The Smurfs 2 (2013)
- The Smurfs Epic Run (2015)[3]
- The Smurfs: Mission Vileaf (2021)[4]
- The Smurfs Kart (2022)[5]
- The Smurfs: Village Party (2024)[6]
- The Smurfs: Dreams (2024)[7]

## Жизнь Смурфиков
Каждый Смурфик имеет свой дом, внешне похожий на гриб. В деревне Смурфиков каждый обычно делает только то, что ему хочется делать, но так как в деревне нет никаких проблем, Смурфики способны жить сами без чужой помощи.
В деревне есть Смурфики, которые делают всю нужную работу. Например, Сластёна варит еду, Ловкач строит разные машины для облегчения работы и жизни других, строит дома; Фермер растит овощи и фрукты. В деревне также много неработающих Смурфиков: Красавчик занимается только собой, Благоразумник пишет книги, полные глупостей, Лентяй всё время спит. Но если нужно (например, после большой катастрофы), работающим должны помогать все Смурфики. Главный в деревне Папа Смурф, он даёт советы, помогает, разрешает конфликты между Смурфиками, он достаточно интеллигентен и мудр. Когда Папы нет, в деревне огромный беспорядок. В деревне в течение года часто бывают разные мероприятия.
Вблизи деревни Смурфиков протекает река, а на реке плотина, которую надо постоянно осматривать и ремонтировать, чтобы её не прорвало и вода не затопила деревню. Около деревни находятся леса и поля, на которых Фермер растит нужные растения.
У Смурфиков много неприятелей. Их главный враг — колдун Гаргамель.
Смурфики должны вести себя смурфно. Это значит, что они должны всем помогать, быть добросердечными, честными и никогда не быть злыми. В деревне все Смурфики равны, хотя некоторые более популярные, но быть злыми и делать друг другу неприятности им не позволяет их Папа Смурф.

## Персонажи
Всего Смурфиков около 100. Большинство из них появляются только в одном или нескольких эпизодах. Тех, которые появляются в большом количестве эпизодов, приблизительно 20—30, поэтому кажется, что ровно столько Смурфиков и живёт в Смурфидоле.